# Bernardo Fontaine
Bernardo Fontaine Talavera (Santiago, 10 de junio de 1964). es un ingeniero comercial, economista, y político independiente chileno. Integrante de la Convención Constitucional. Órgano constituyente encargado de redactar una nueva Constitución para Chile, en representación del 11° distrito que comprende las comunas de Las Condes, Lo Barnechea, Vitacura, La Reina y Peñalolen en la Región Metropolitana.

## Familia y juventud
Nació el 10 de junio de 1964, en Santiago. Es hijo de Arturo Fontaine Aldunate, ex-director del diario El Mercurio y ex-Embajador de Chile en Argentina. Es hermano del ex-Ministro de Economía Juan Andrés Fontaine y de Arturo Fontaine, novelista, poeta y ensayista.
Realizó sus estudios básicos y medios en el Colegio Sagrados Corazones de Manquehue, y en el Colegio Tabancura, del cual egresó en 1982. 
Está casado con la artista Magdalena Montero, con quien tiene cinco hijos.

## Formación profesional
Estudió Ingeniería Comercial, mención Economía, en la Pontificia Universidad Católica de Chile, carrera que cursó entre 1983 y 1987, su profesor guía para su tesis de grado fue el ex-Ministro de Hacienda Eduardo Aninat, siendo este quien lo reclutó para trabajar en su consultora, Aninat, Méndez y Asociados, antes de que egresara de la universidad.
Fue en esta casa de estudios donde se produjeron sus primeros acercamientos con la política en 1986 trabajando por la lista a la FEUC “Libertad y Autonomía” concebida como una alternativa al gremialismo, convirtiéndose en la opción más votada de toda la universidad, venciendo al gremialismo.

## Vida laboral
Una vez que egresó de la universidad, empezó su carrera profesional como economista en IM Trust. Ahí estuvo por cinco años. 
Luego ingreso a trabajar Citibank, incorporándose al área de finanzas corporativas del banco. Llegó a ser vicepresidente de la entidad y manejaba un fondo de inversión que se dedicaba a comprar empresas y mejorar su administración. 
Años después entra a Falabella. siendo el encargado de modernizar CMR Chile y desarrollar el banco Falabella, así como también la firma de seguros y la agencia de viajes del holding. 
El 2001, optó por independizarse y empezó a dedicar su tiempo a asesorar a empresarios. Principalmente trabajó con las hermanas Solari, a quienes ayudó a separar sus negocios y armar sus holdings. Por este rol, debió participar activamente en la negociación de la fusión entre la familia Del Río y las distintas ramas de socios de Falabella. 
Más tarde vino su propio emprendimiento y, junto a Cristóbal Hurtado formaron una firma de gestión que se dedica a comprar medianas empresas ligadas al retail, para mejorar su administración. En paralelo, Fontaine empezó a sumar directorios: estuvo en LAN, en Metro, Bicecorp, la compañía de seguros de BICE, La Polar y Embonor.
Es fundador de la Fundación El Buen Samaritano que ayuda a financiar a las Hermanas del Buen Samaritano de Molina, entidad que acoge enfermos terminales en todo Chile. Ha apoyado a la Asech y colaborado activamente en la Multigremial Nacional promoviendo el emprendimiento a lo largo del país.

## Vida pública
Desde el segundo gobierno de Michelle Bachelet fue adquiriendo mayor notoriedad pública e importantes roles. Siendo uno de los principales críticos a la Reforma Tributaria que la mandataria impulsó en 2014.[cita requerida]
Fue uno de los cuatro representantes de la Oposición en la Mesa Técnica que negoció el Acuerdo de Protocolo de la Reforma Tributaria con el Gobierno de Bachelet. En octubre de este año, fue elegido por el Ministerio de Hacienda como uno de los 18 economistas que integran la Comisión encargada de evaluar y recomendar mejoras al sistema tributario.
Apareció como uno de los protagonistas del acuerdo al que arribó el entonces ministro de Hacienda, Alberto Arenas con miembros de la oposición, economistas y líderes empresariales, en un episodio bautizado como la “cocina”.
En 2015 creó el movimiento “Reforma a la reforma” para modificar los cambios estructurales realizados por el gobierno de Bachelet.
Se postuló como candidato independiente a las elecciones de convencionales constituyentes de 2021, en un cupo por el Renovación Nacional en la lista Vamos por Chile representando al distrito 11 de la Región Metropolitana de Santiago siendo electo convencional con 16.728 votos (4,35%) asumiendo su cargo el 4 de julio de 2021 y formando parte del Colectivo Independientes-RN-Evópoli que agrupa a militantes e independientes electos bajo el alero de ambos partidos. Según diversos estudios académicos, Fontaine fue uno de los convencionales que generó las desinformaciones que penetraron con mayor fuerza en la población durante el primer proceso constituyente.
En el proceso de discusión de los Reglamentos de la Convención participó en la Comisión de Presupuestos y Administración Interior. Posteriormente, se incorporó a la Comisión de Medioambiente y Modelo Económico.

## Historial electoral

### Elecciones de convencionales constituyentes de 2021
- Elecciones de convencionales constituyentes por el distrito 11 (Peñalolén, Las Condes, La Reina, Vitacura y Lo Barnechea), Región Metropolitana[7]

| Candidato                   | Pacto                          | Partido | Votos  | %     | Resultado                  |
| --------------------------- | ------------------------------ | ------- | ------ | ----- | -------------------------- |
| Marcela Cubillos Sigall     | Vamos por Chile                | ILXP    | 84 055 | 21,85 | Convencional constituyente |
| Hernán Larraín Matte        | Vamos por Chile                | Evopoli | 29 373 | 7,63  | Convencional constituyente |
| Constanza Schonhaut Soto    | Apruebo Dignidad               | CS      | 21 536 | 5,60  | Convencional constituyente |
| Constanza Hube Portus       | Vamos por Chile                | UDI     | 18 804 | 4,89  | Convencional constituyente |
| Bernardo Fontaine Talavera  | Vamos por Chile                | ILXP    | 16 745 | 4,35  | Convencional constituyente |
| Soledad Mella Vidal         | La Lista del Pueblo            | ILXT    | 12 839 | 3,34  |                            |
| Paulina Kantor Pupkin       | Vamos por Chile                | Evopoli | 12 453 | 3,24  |                            |
| Patricio Fernández Chadwick | Lista del Apruebo              | Ind-PL  | 11 886 | 3,09  | Convencional constituyente |
| Sara Larraín Ruiz-Tagle     | Lista del Apruebo              | ILYB    | 11 320 | 2,95  |                            |
| Henry Boys Loeb             | Independiente (Fuera de Pacto) | Ind.    | 11 022 | 2,87  |                            |
| Mariana Aylwin Oyarzún      | Independientes por Chile       | ILZY    | 10 690 | 2,78  |                            |
| Carolina Pérez Dattari      | Apruebo Dignidad               | RD      | 4 393  | 1,14  |                            |
| Javiera Toro Cáceres        | Apruebo Dignidad               | COM     | 4 389  | 1,14  |                            |